# Revue d'assyriologie et d'archéologie orientale
La Revue d'assyriologie et d'archéologie orientale, souvent appelée Revue d'assyriologie, en abrégé RA, est une revue scientifique française, publiée à Paris depuis 1884 et consacrée à l'étude du Proche-Orient ancien. 

## Histoire

### Les débuts
La Revue d'assyriologie et d'archéologie orientale est la plus ancienne des revues scientifiques actuellement consacrées à l'assyriologie. Elle est fondée en 1884 par Jules Oppert et Eugène Ledrain, respectivement professeurs au Collège de France et au Musée du Louvre, auxquels d'ajoute en 1891 Léon Heuzey,. La tradition d'associer à la direction de la revue un érudit ayant des liens avec le Louvre sera ensuite maintenue.
Elle est à l'origine éditée par Ernest Leroux, éditeur qui publie aussi la Revue égyptologique fondée en 1880 et la Revue archéologique. Jusqu'en 1910, la parution est très irrégulière et lente : pendant les neuf premières années, ne paraissent en tout que 350 pages. Après la mort de Jules Oppert en 1905, la revue est en crise et aucun numéro ne paraît pour l'année 1909.  Les articles publiés lors de cette première période ne concernent pas uniquement l'assyriologie. La revue accueille aussi des études épigraphiques araméenne, punique ou yéménite,.
Après la mort d'Eugène Ledrain en 1909, Jean-Vincent Scheil et François Thureau-Dangin en prennent la direction,. À partir de 1910, la revue adopte un rythme régulier de parution, quatre numéros par an formant un volume d'environ 200 pages. Elle est consacrée plus exclusivement à l'assyriologie et publie des découvertes archéologiques, des articles et, nouveauté, des recensions,. À partir de 1938, elle est imprimée par l'imprimerie des Presses universitaires de France, à Vendôme. Les PUF deviennent l'éditeur de la revue en 1944 et le restent depuis. En 1939, Georges Contenau devient co-directeur de la revue. Il reste à sa tête jusqu'à sa mort en 1964.

### Depuis la Seconde Guerre mondiale
Après la Seconde Guerre mondiale, Édouard Dhorme co-dirige la revue avec Georges Contenau, jusqu'à leurs morts respectives, octogénaires, en 1964 pour Contenau et en 1966 pour Dhorme. Un troisième directeur les rejoint en 1957, André Parrot. Ils sont  secondés par un secrétaire de rédaction à partir de 1949, Maurice Lambert. En plus des articles et des recensions, la revue publie également des communications plus courtes, des annonces de publications et des nécrologies,.
Ensuite, André Parrot s'adjoint Jean Nougayrol pour co-diriger la revue, qui adopte alors un rythme de parution de deux numéros par un, de 96 pages chacun, et qui devient une véritable revue internationale, où publient des chercheurs étrangers d'importance,. À la mort de Jean Nougayrol en 1975, Parrot fait appel à Paul Garelli. Jean-Pierre Grégoire en est le secrétaire de rédaction de 1975 à 1979. Lui succède alors Dominique Charpin. A la mort d'André Parrot en 1980, Pierre Amiet devient co-directeur et dirige la revue jusqu'en 2010.
En 1986, un comité de rédaction est créé, composé à ses débuts de Daniel Arnaud, Maurice Birot, Jean-Marie Durand et Jean-Louis Huot. Présidé par les deux directeurs, il se réunit une fois par an. En 1996, ce comité de rédaction prend une dimension européenne, avec l'entrée d'assyriologues de plusieurs pays. 
Depuis 2005, la revue paraît en un seul volume annuel. Le directeur actuel est Dominique Charpin. Elle est accessible en ligne depuis les premiers numéros sur le portail JSTOR, sur inscription, et depuis le volume de 2001 sur le portail Cairn.